# Pinhead Gunpowder
Pinhead Gunpowder är en rockgrupp som består av Aaron Cometbus, Bill Schneider, Jason White och Billie Joe Armstrong känd från Green Day. White tog över efter Sarah Kirsch (tidigare känd som Mike Kirsch) som lämnade bandet 1994.
Jason White spelar även med Green Day och är även han sedan 2012 "fast" medlem av Green Day. Låttexterna skrivs av Cometbus och Armstrong.
Bandet har gjort låtar som "West Side Highway", "Life During Wartime", "Anniversary Song" och "On the Ave". Låten "Kathleen" är om Kathleen Hanna som är nära vän till bandmedlemmarna och har själv varit med i många andra band som "Le Tigre" och "Bikini Kill". Kathleen gästade även på Green Day's hitalbum "American Idiot" där hon på låten "Letterbomb" sjöng introt.

## Medlemmar
Nuvarande medlemmar
- Billie Joe Armstrong – gitarr, sång (1990– )
- Jason White – gitarr, sång (1994– )
- Aaron Cometbus – trummor, sång (1990– )
- Bill Schneider – basgitarr, sång (1990– )

Tidigare medlemmar
- Sarah Kirsch – gitarr, sång (1990–1994; död 2012)

## Diskografi
Studioalbum
- Goodbye Ellston Avenue (1997)

EP
- Tründle & Spring (1991)
- Fahizah (1992)
- Carry the Banner (1995)
- Shoot the Moon (1999)
- 8 Chords, 328 Words (2000)
- Pinhead Gunpowder (2000)
- Dillinger Four / Pinhead Gunpowder (2000) (delad EP)
- West Side Highway (2008)

Samlingsalbum
- Jump Salty (1994)
- Compulsive Disclosure[1] (2003)
- Kick Over the Traces (2009)